# 급진적 여성주의
급진적 여성주의, 또는 래디컬 페미니즘(영어: radical feminism)은 모든 사회적, 경제적 맥락에서 남성중심주의를 제거할 근본적 사회 재구성을 요구하는 관점의 여성주의이다.
급진 여성주의자들은 사회를 근본적으로 남자가 여자를 억압하고 지배하는 가부장제로 바라본다. 이들은 부당한 사회로부터 모든 이를 해방시키기 위해 기존의 사회적 규범과 기관에 도전함으로써 가부장제를 철폐할 길을 찾는다. 이는 여성에 대한 성적 대상화 반대, 강간과 여성에 대한 폭력 등의 이슈에 대한 대중적 관심 끌기, 성 역할이라는 관념에 대한 도전 등을 포함한다. 슐라미스 파이어스톤은 《성의 변증법》(1970)에서 다음과 같이 말했다: "여성주의 혁명의 최종 목표는 (제1세대 여성주의 운동과는 달리) 단지 남성의 특권을 폐지하는 것 뿐만 아니라 성적 구분 그 자체를 종식시키는 것이 돼야 한다. 인간들 간 생식기의 차이는 문화적으로 더 이상 문제가 되지 않는다."
1960년대 제2세대 여성주의가 부상하던 시기의 초기 급진 여성주의는 가부장제를 다른 억압보다 더 오래되고 깊은 "초역사적 현상"으로 봤다. "가장 오래되고 가장 광범위할 뿐만 아니라 가장 중요한 지배 형태"이며 다른 억압들의 모델이 됐다는 것이다. 후에 급진 여성주의에서 파생된 문화 여성주의나 더 혼합주의적인 정치학은 사회적 계급이나 경제 등을 가부장제와 동등한 억압의 원천으로 봤다.
급진 여성주의는 여성 억압의 뿌리가 (자유주의 여성주의가 그랬듯) 사법 체계 혹은 사회적인 제도나 (마르크스주의 여성주의가 그랬듯) 계급 갈등이 아닌 가부장적 젠더 관계 자체에 있다고 보았다. 영국의 급진 여성주의자인 게일 다인즈는 2011년, 젊은 여성들에게 급진 여성주의가 어떻게 여겨지는지에 대해 다음과 같이 설명한다: "20년 이상 여성들을 가르친 결과는 이렇다. 자유주의적 여성주의에 대해 가르칠 땐 다들 무표정하다. 급진 여성주의에 대해 가르칠 땐, 펑, 교실이 폭발한다." 한편으로는 여성과 남성을 성계급의 범주로 보편화하여 계급 갈등의 성격을 전통적인 의미에서의 계급 갈등의 그것과 대응되는 체계로 놓는다. 파이어스톤의 《성의 변증법》은 이러한 시도의 대표격이라고 할 수 있다.

## 이론과 사상
급진 여성주의자들은 이 사회가 남성 계급이 여성 계급을 억압하는 가부장제라고 단언한다. 이들은 여성 억압을 인류의 시작부터 존재한 가장 근본적인 억압으로 제시한다. 급진 여성주의자 티그레이스 앳킨슨은 자신의 기본서 "급진 여성주의"(1969)에 다음과 같이 적었다:
(인류) 최초의 이분법은 성별을 근거로 말해졌다. 남성과 여성 (…) 인류의 반이 재생산 과정의 짐을 지고 있고, 남성, '이성적' 동물은 그에 따른 어드밴티지를 누릴 꾀를 지니고 있었기에, 아이를 낳는 사람, 혹은 '짐 운반용 짐승'은 정치적 계급으로 목축되었다: 생물학적으로 우연히 발생한 짐을 정치적 (혹은 필연적) 패널티로 모호하게 흐리며, 개개인을 사람에서 기능, 혹은 동물로 수정했다.
급진 여성주의에 따르면, 가부장제 때문에 여성은 남성 규범의 "타자"로 취급됐고, 그에 따라 체계적으로 억압되고 소외됐다. 또한 남성 계급은 여성 억압으로부터 이익을 얻는다. 가부장제 이론은 일반적으로 모든 남성이 항상 모든 여성들의 억압으로부터 이익을 얻는다는 신념으로 정의되지는 않는다. 오히려, 그것은 가부장제의 주된 요소가 지배력의 관계, 즉 한쪽이 다른 쪽을 지배하고 악용하여 전자가 이익을 얻는 것이라고 주장한다. 급진 여성주의자들은 남성이 (하나의 계급으로서) 사회적 관계와 다른 방법을 이용해 여성과 (비지배적 남성을) 억압한다고 믿는다. 급진 여성주의자들은 기존의 사회적 규범과 기관에 도전함으로써 가부장제를 철폐하기 위해 노력하고, 가부장제를 제거하는 것이 모든 이를 부당한 사회로부터 해방시키는 길이라 믿는다. 티그레이스 앳킨슨은 "남성이 지닌 압제자가 되려는 욕구는 모든 인간 억압의 원천"이라며, 권력욕이 남성 계급이 여성 계급을 억압하도록 부추긴다고 주장한다.
급진적 여성주의 정치학이 여성 해방 운동에 끼친 영향은 중대한 것이다. 레드스타킹스의 공동 창립자 엘런 윌리스는 1984년, 급진 여성주의자들은 "성 정치학을 대중 이슈로 인식시켰"고, 제2세대 여성주의의 어휘를 만들었으며, 미국 내 낙태 합법화를 도왔고, "소위 사적 공간에서 완전한 평등을 처음으로 요구했고"("가사노동과 아이 돌봄…감정적이고 성적인 욕구"), "긴박한 분위기를 조성해" 평등권 수정안을 통과시키는 데 거의 성공할 뻔했다고 썼다. 급진 여성주의의 영향은 이전까지는 거의 전적으로 경제적 이슈에만 집중하던 여성주의 집단인 전미여성기구(NOW)가 어떻게 급진 여성주의자들이 제기한 이슈를 수용했는지를 두고도 알 수 있다.

## 운동

### 원천
1, 2차 대전을 겪으면서 유럽의 거의 대부분 국가에서는 여성에게 선거권을 주었고, 여성의 형식적, 기본적인 평등을 일차적으로 주장한 자유주의적 여성주의 진영은 목적성을 잃고 쇠퇴하기 시작하였다. 또한, 소련을 제외한 유럽 사민당의 여성운동도 보수화되었다.
이런 와중에 1968년 프랑스 5월 혁명으로 인해서 학생운동과 함께 여성주의 운동은 불타기 시작하였는데, 당시 진보 운동에 참여한 여성들은 운동권 내에서도 조차 남성들은 주요 역할, 여성들은 보조 역할을 강요되는 것을 보았고, 이에 대해서 성차별주의가 존재한다고 재인식하였다. 이러한 문제점은 흑인민권운동에서 나타났다. 이에 여성운동가들은 남성 중심의 운동권에서 탈피한 새로운 여성운동 단체의 결성을 선언하였다.
새로운 여성운동은 이전의 여성운동과 다르게 남성과 다른 여성적 차이를 강조하였는데, 과거 여성운동의 경우, 여성에 대한 성차별에 대한 개혁 이전에 기존 정치이론의 범주에서만 이론적 전개를 했던 반면, 새로운 여성운동은 전통적인 정치에 비롯된 여러 가지 사고방식에 도전했다.

### 사상의 부상과 분기

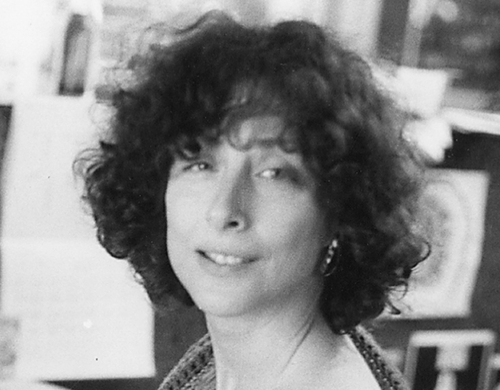
엘런 윌리스

파이어스톤의 주장에 따르면 여성이 해방되기 위한 조건은 생물학적 가족이 철폐되고 여성이 출산과 성을 스스로 통제하고 나아가 과학기술을 통해 여성이 출산에서 벗어날 필요성이 있다는 것이다. 그리고 이러한 파이어스톤의 주장과 그에 유사한 여성주의 기조를 생물학주의라고 불렀다.
그러나, 이에 비해 급진주의 입장의 또 다른 선구자인 여성주의자 케이트 밀럿은 생물학보다는 심리적, 문화적 차원을 강조했다. 그녀는 여성 종속이라는 근원보다는 종속을 재생산하는 기제들을 드러내는데 주력했는데, 그녀는 남녀 사이의 지배, 피지배의 권력 관계를 '가부장제'라 부름으로써 이 용어를 대중화하는데 크게 기여했다. 가부장제 아래서 구축되어 온 성별, 즉 성적지위, 역할, 기질등을 제거해야 하며, 가부장제 사상과의 싸움이 특히 중요하다는 것이 그녀의 입장이다.
이 같은 차이는 있지만, 여성다움/남성다움 식의 발상이 완전히 사라져야 한다고 여기는 점에서는 두 이론의 공통점이라고 할 수 있다. 이들에게 '여성다움'은 여성을 속박하는 올가미이며, 바람직한 것은 양성성, 즉 개인의 생물학적 성에 관계없이 바람직한 자질들을 자유롭게 발전시켜 나가는 경지다.
그러나 이러한 이론 구조는 이후 바뀌게 되었는데, 바로 여성적인 특질을 적극적으로 재조명하자는 주장이 강해진 것이다. 남과 나를 대립시키고 남을 지배하려는 남성적 성향과 달리 여성성은 남과 더불어 관계를 맺고 남을 돌봐주는 특성을 지닌다. 게다가 이러한 특성을 살리는 것은 여성은 물론 사회 전체에서 보아도 매우 바람직하다는 것이다. 여성성을 억압의 원천이 아닌 긍정적인 자원으로 보는 이 경향은 '문화여성주의'라고 불린다.

## 성 산업에 대한 관점
급진 여성주의자들은 성 산업에 대한 광범위한 범위의 저작을 남겼다. 다루는 주제는 포르노그래피 제작 과정이 여성에게 끼치는 해악, 포르노그래피 소비가 일으키는 사회적 해악, 여성이 성매매 산업에 종사하게 이끄는 강압과 빈곤, 성매매의 장기적 영향, 성매매의 인종적이고 계급적인 성향, 성매매와 포르노그래피에서 벌어지는 여성에 대한 남성의 지배 등을 포함하나 여기에 제한되지 않는다.

### 성매매

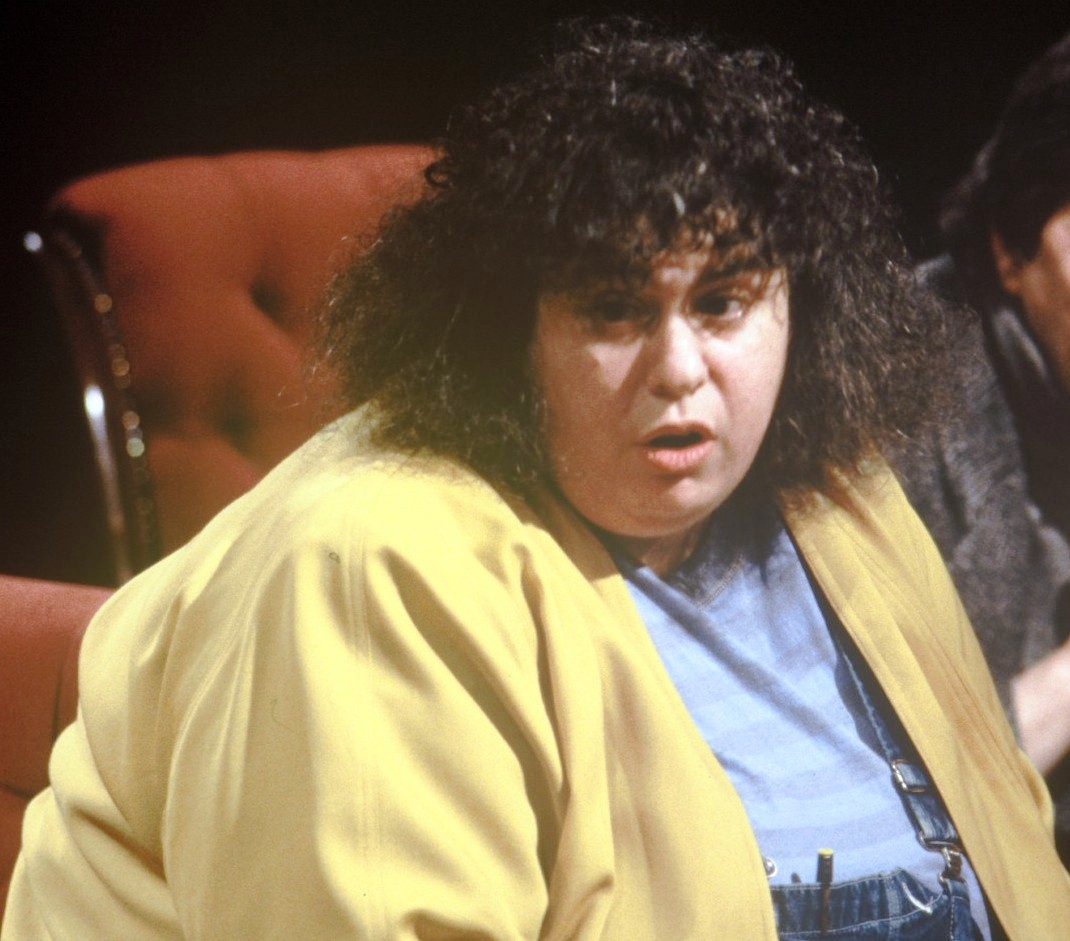
안드레아 드워킨

### 포르노그래피

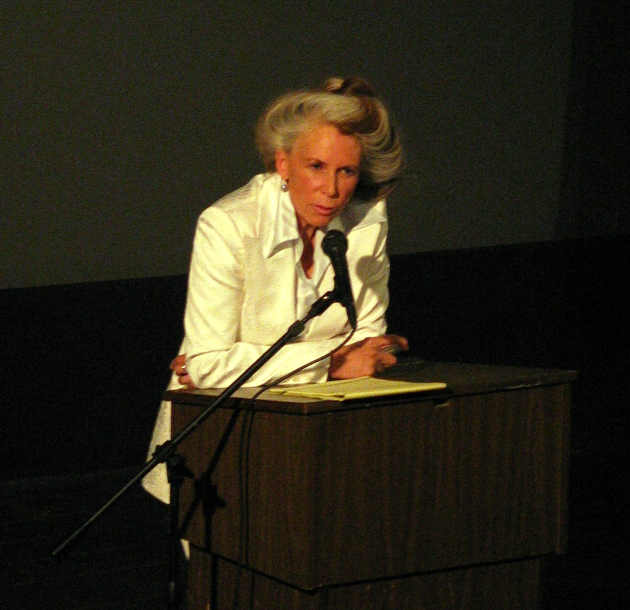
캐서린 맥키넌

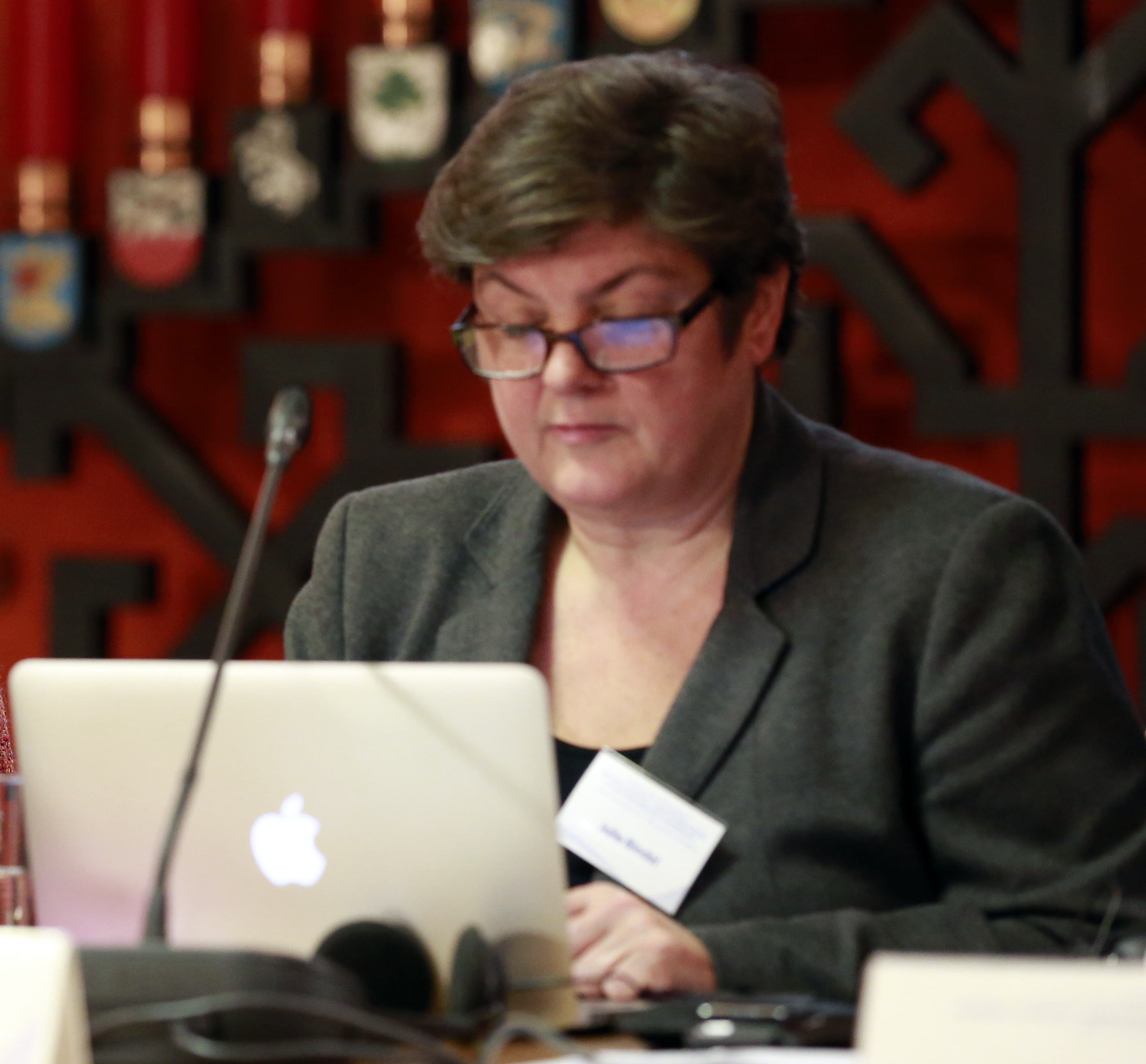
줄리 빈델

## 용어 남용
단순히 과격한 행동을 동반하는 여성주의 흐름을 ‘급진적 여성주의’라고 규정하는 경향이 있으나, 급진적 여성주의는 경제주의 및 형식적인 제도 개혁을 중시하는 차원에서 벗어난, 문화주의 및 생물학주의 등에 영향을 받은 다양한 여성주의 사조를 의미한다. 따라서 과격한 행동이 곧 급진적 여성주의자라는 것을 증명하는 핵심 요소는 아니다.

## 비판
급진 여성주의는 트랜스포비아적 경향을 나타내기도 한다. 1979년 재니스 레이먼드는 《트랜스섹슈얼 제국》에서 트랜스섹슈얼리티는 "가부장적 미신"(patriarchal myth)이라고 주장했다. 많은 급진 여성주의자들이 현재까지도 트랜스섹슈얼리티는 여성에 대한 억압이며, 성전환 수술은 인권 침해라고 믿고 있다. 예컨대 셸리아 제프리스는 트랜스젠더 수술을 "인체훼손"(mutilation)이라고 부른다. 로즈 캐브니에 따르면, 일부 여성주의자들은 급진 여성주의자들이 트랜스우먼을 생물학적 여성으로 생각하지 않기 때문에 트랜스젠더를 인정하지 않는다고 여기고 있다. 또한 "많은 젊은 여성들"은 쉴라 제프리스 등의 트랜스섹슈얼리즘 반대에 동의하지 않는다.
급진 여성주의 측은'교차성'을 고려하지 않았다는 일반적인 인식과 달리, 급진 여성주의 안에 이미 교차성이 존재했다고 주장하기는 한다.

## 같이 보기
- D. A. 클라크
- 플로렌스 러시
- 글로리아 스타이넘
- 니키 크래프트
- 케이트 밀렛
- 로제타 레이츠
- 슐라미스 파이어스톤
- 밸러리 솔라나스
- 헨리에타 로드먼
- 저메인 그리어
- 쉴라 제프리스
- 캐슬린 배리

## 관련 서적
- Bell, Diane and Renate Klein. Radically Speaking. Spinifex Press. ISBN 1-875559-38-8.
- Coote, Anna and Beatrix Campbell. (1987) Sweet Freedom: The Movement for Women's Liberation. Blackwell Publishers. ISBN 0-631-14957-0(hardback), ISBN 0-631-14958-9(paperback).
- Daly, Mary. (1978) Gyn/Ecology: The Metaethics of Radical Feminism. Beacon Pr. ISBN 0-8070-1413-3
- Echols, Alice (1989). Daring To Be Bad: Radical Feminism in America 1967-1975. Minneapolis: University of Minnesota Press. ISBN 978-0-8166-1787-6. http://books.google.com/books?id=6zaVkAjBuPEC&printsec=frontcover#v=onepage&q&f=false.
  - 유강은 번역. 에콜스, 앨리스. (2017) 나쁜 여자 전성시대: 급진 페미니즘의 오래된 현재, 1967~1975. 이매진. ISBN 9791155310809.
- Firestone, Shulamith. (1970). The Dialectic of Sex: The Case for Feminist Revolution. William Morrow and Company. ISBN 0-688-06454-X(Reprinted editions: Bantam, 1979, ISBN 0-553-12814-0; Farrar Straus Giroux, 2003, ISBN 0-374-52787-3.)
  - 김민예숙, 유숙열 번역. 파이어스톤, 슐라미스. 성의 변증법: 페미니스트 혁명을 위하여, 꾸리에. ISBN 9788994682211(2016)
- Koedt, Anne, Ellen Levine, and Anita Rapone, eds. (1973). Radical Feminism. Times Books. ISBN 0-8129-6220-6
- Blanche, Linden-Ward; Green, Carol Hurd (1993). American Women in the 1960s: Changing the Future. New York: Twayne. ISBN 978-0-8057-9905-7.
- Love, Barbara J. and Nancy F. Cott. (2006). Feminists Who Changed America, 1963–1975. University of Illinois Press. ISBN 0-252-03189-Xfor biographies of participants in radical feminist groups
- MacKinnon, Catharine. (1989) Toward a Feminist Theory of the State. ISBN 0-674-89646-7
- Willis, Ellen, "Radical Feminism and Feminist Radicalism", 1984, collected in No More Nice Girls: Countercultural Essays, Wesleyan University Press, 1992, ISBN 0-8195-5250-X, pp. 117–150.

ISBN 9791155310809